# 辇真吃剌失思
辇真吃剌失思（藏語：རིན་ཆེན་གྲགས་ཤིས，威利转写：rin-chen grags-shis，？—？）即仁钦扎西，藏族，藏传佛教萨迦派高僧，元朝帝师。

## 生平
辇真吃剌失思的家族出身及生卒年均不详。这位帝师是《元史·释老传》记载的最后一位帝师，藏文史籍中未见记载。
天历二年（1329年）十二月初二，元文宗命他为帝师。《元史·释老传》载，“天历二年（1329年），以辇真吃剌失思嗣。”《元史·文宗纪》载，天历二年十二月甲申，“以西僧辇真吃剌思为帝师。”十二月初九，受命在凝晖阁作佛事，1330年，十一月初八，受命率领僧徒作佛事。年底结束。辇真吃剌失思担任帝师的截至年份未见记载，据《萨迦世系史》载，其后一任帝师公哥兒监藏班藏卜（贡噶坚赞）于1332年出任帝师，所辇真吃剌失思可能到1332年便卸任。